# Ференц Ігор Володимирович
Ігор Володимирович Ференц (5 лютого 1992 — 3 серпня 2023, біля м. Бахмут, Донецька область) — український військовослужбовець, солдат 3 ОШБр Збройних сил України, учасник російсько-української війни.

## Життєпис
Ігор Ференц народився 5 лютого 1992 року.
Навчався в Дунівській загальноосвітній школі.
Служив у 3-й окремій штурмовій бригаді. Загинув 3 серпня 2023 року біля м. Бахмут на Донеччині.
Похований 7 серпня 2023 року в с. Дунів Чортківського району.

## Вшанування пам'яті
У жовтні 2023 року на фасаді Дунівської загальноосвітньої школи відкрито пам'ятну дошку Ігорю Ференцу.